# Holme Cultram Abbey
Holme Cultram Abbey (oder Holm Cultram) ist eine ehemalige Zisterzienserabtei in England. Die als Pfarrkirche genutzte Klosterkirche liegt in der Grafschaft Cumbria in Abbeytown in der Gemeinde Wigton. Die Kirche ist seit dem Jahr 1967 als Kulturdenkmal der Kategorie Grade I eingestuft.

## Geschichte
Die bei ihrer Gründung auf schottischem, erst seit 1157 englischem Gebiet (Solway) gelegene Abtei wurde im Jahr 1150 von Prinz Henry, einem Sohn des schottischen Königs David I. gestiftet. Sie war eine Tochtergründung von Melrose Abbey in Schottland, das selbst ein Tochterkloster von Rievaulx Abbey in Yorkshire aus der Filiation der Primarabtei Clairvaux war, und selbst Mutterkloster von Grey Abbey im heutigen Nordirland. Das Kloster, das eine bedeutende Landwirtschaft (insbesondere Schafzucht) und Meersalzgewinnung (21 Salzpfannen, noch vorhanden in Saltcotes und Crosscanonby) betrieb, litt mehrmals unter Angriffen aus Schottland. 1538 wurde es von der Krone eingezogen und die Kirche wurde zur Pfarrkirche. Die Konventsgebäude wurden verlassen und dienten als Steinbruch. Im Jahr 1600 stürzte der Vierungsturm ein und am Ostende des Langhauses wurde eine Abschlussmauer errichtet. Nach einem Brand im Jahr 1604 wurden die drei Ostjoche des ursprünglich neunjochigen Langhauses aufgegeben, die Seitenschiffe abgebrochen und das Dach erniedrigt. Das verbliebene Kirchenfragment wurde in den Jahren 1883 und 1913 Restaurierungen unterzogen und in der Folge wurde eine Verbindung zu zwei westlich der Kirche gelegenen Gebäuden klösterlichen Ursprungs hergestellt. Die Kirche wurde am 9. Juni 2006 durch Brandstiftung schwer beschädigt und ist deshalb nicht zugänglich. Der Wiederaufbau ist im Gang.

## Anlage und Bauten
Von den ursprünglich südlich der Kirche gelegenen Klostergebäuden ist wenig bekannt. Die Kirche folgte ursprünglich dem bernhardinischen Plan. Der Westeingang weist einen romanischen Bogen mit fünf Archivolten auf. In ihrem oberen Teil wurde im 18. Jahrhundert ein Glockenstuhl errichtet, eine der Glocken stammt aus dem Jahr 1465. Die nördlichen und südlichen Wände wurden 1730 erbaut, das Ostfenster soll noch aus dem Jahr 1600 stammen, jedoch nach dem Brand versetzt worden sein. Das 2006 eingestürzte und 2008 rekonstruierte Dach aus dem Jahr 1730 enthielt mittelalterliche Balken.